# Hedensted Provsti
Hedensted Provsti er et provsti i Haderslev Stift.  Provstiet ligger i Hedensted Kommune.
Hedensted Provsti består af 33 sogne med 33 kirker, fordelt på 16 pastorater.

## Pastorater
| Pastorater i Hedensted Provsti | Pastorater i Hedensted Provsti     | Pastorater i Hedensted Provsti |
| ------------------------------ | ---------------------------------- | ------------------------------ |
| Aale-Linnerup Pastorat         | As-Klakring-Juelsminde Pastorat    | Barrit-Vrigsted Pastorat       |
| Glud-Hjarnø Pastorat           | Hedensted-Store Dalby Pastorat     | Hvirring-Hornborg Pastorat     |
| Løsning-Korning Pastorat       | Nebsager-Bjerre-Stenderup Pastorat | Ølsted Pastorat                |
| Ørum-Daugård-Urlev Pastorat    | Øster Snede Pastorat               | Rårup-Skjold-Klejs Pastorat    |
| Sindbjerg Pastorat             | Stouby-Hornum Pastorat             | Tørring-Hammer Pastorat        |
| Uldum-Langskov Pastorat        |                                    |                                |

## Sogne
| Sogne i Hedensted Provsti | Sogne i Hedensted Provsti | Sogne i Hedensted Provsti |
| ------------------------- | ------------------------- | ------------------------- |
| As Sogn                   | Barrit Sogn               | Bjerre Sogn               |
| Daugård Sogn              | Glud Sogn                 | Hammer Sogn               |
| Hedensted Sogn            | Hjarnø Sogn               | Hornborg Sogn             |
| Hornum Sogn               | Hvirring Sogn             | Juelsminde Sogn           |
| Klakring Sogn             | Klejs Sogn                | Korning Sogn              |
| Langskov Sogn             | Linnerup Sogn             | Løsning Sogn              |
| Nebsager Sogn             | Rårup Sogn                | Sindbjerg Sogn            |
| Skjold Sogn               | Stenderup Sogn            | Store Dalby Sogn          |
| Stouby Sogn               | Tørring Sogn              | Uldum Sogn                |
| Urlev Sogn                | Vrigsted Sogn             | Ølsted Sogn               |
| Ørum Sogn                 | Øster Snede Sogn          | Aale Sogn                 |